# Скоцик, Виталий Евстафьевич
Виталий Евстафьевич Скоцик (укр. Віталій Євстафійович Скоцик; род. 15 марта 1972, Симонов, Ровенская область) — украинский экономист и политик. В 2010 году был избран заместителем председателя Аграрной Партии Украины. С сентября 2014 по октябрь 2019 года — председатель АПУ. Кандидат в Президенты Украины (2019).

## Биография
В 1994 году окончил Украинскую сельскохозяйственную академию. Проходил обучение в Университете Пердью, штат Индиана (США).
Кандидат сельскохозяйственных наук (1998). Доктор экономики в стратегическом менеджменте(2003). Доктор экономических наук в управлении национальным хозяйством (2017).
Почетный профессор Харьковского политехнического университета (2008) и почётный член Отделения аграрной экономики и продовольствия Национальной академии аграрных наук Украины (2010).
Трудовую деятельность начал в колхозе им. Ленина Гощанского района Ровенской области, продолжил её на руководящих должностях в США, Великобритании и Украине.
С 1995 по 1997 год — руководитель подразделения Naturas Way Foods, Великобритания.
С 1997 по 2002 год — технический директор компании АМАКО (Саудовская Аравия-Великобритания-США).
С 2000 по 2002 год — директор по продажам и маркетингу компании АМАКО в странах СНГ.
С 2002 по 2009 год — генеральный директор компании АМАКО.
С 2009 по 2015 год — председатель наблюдательного совета группы компаний АМАКО.
С 2009 по 2012 год — главный исполнительный директор группы компаний Landkom International, Великобритания.
С 2009 по 2012 по совместительству заведующий кафедрой Национального университета биоресурсов и природопользования.
С 2010 года заместитель председателя, а с 2014 по октябрь 2019 года председатель Аграрной партии Украины.
На очередных выборах Президента Украины в 2019-м году выдвигался как самовыдвиженец кандидатом в Президенты, вместе с новоизбранным Президентом Владимиром Зеленским среди кандидатов кто никогда не был во власти, набрал наибольшее количество голосов, но во второй тур не вышел, уступив Владимиру Зеленскому и действующему на то время Президенту Петру Порошенко.
Кавалер ордена «За заслуги» III степени (2009). Победитель в номинации «Человек года» (2009) в номинации «Менеджер года».